# شعوبیه
شعوبیه نام نهضتی ایرانی در تاریخ ایران پس از اسلام بود که با هدف جلوگیری از استحاله و از دست دادن هویت ملی و رهایی از بند تبعیض‌های نژادی خلافت اموی به پا شد و به باور «برتری عرب بر عجم» پایان بخشید. این جنبش از اواخر دولت اموی برابر با اوایل قرن دوم قمری و نهم میلادی ظهور یافت و به برانداختن دودمان بنی‌امیه، برکشیدن بنی‌عباس و استقلال سیاسی ایرانیان انجامید.

## پیش زمینه
پس از آشوب‌های پیش آمده در جریان اعدام خسرو پرویز و کودتای شیرویه، تازیان در سال ۶۳۲ میلادی به خاک ایران حمله‌ور شدند. در جریان جنگ قادسیه در ۶۳۷، لشکر ایران به فرماندهی رستم فرخ‌هرمز شکست خورد و عرب‌های مسلمان وارد ایران زمین شدند. با مرگ یزدگرد سوم، آخرین شاهنشاه ساسانی در سال ۶۵۱، برخورد نظامی بین لشکر ایران و عرب‌ها به پایان رسید، اما درگیری راستین میان دو طرف تازه آغاز شده بود.
اعراب مسلمان که ازجمله با شعار برابری مسلمانان کشورگشایی می‌کردند، به زودی چهره واقعی خود را نشان می‌دادند. آنان زن‌های مردم مغلوب را به کنیزی می‌بردند و بر سایر ملت جزیه وضع می‌کردند. تبعیض‌های نژادی اعراب در خلافت‌های راشدین و اموی هیچ مشابهتی با شعارهای زیبای اسلامی نداشت. کار برتری‌جویی اعراب و تحقیر عجم (غیر عرب) به جایی رسید که امویان غیر عرب و از جمله ایرانیان را «موالی» به‌معنای برده یا بنده می‌خواندند. واکنش ایرانیان و سایر ملل مغلوب به این تبعیض‌ها و تحقیرها طبعاً خوشایند نبود؛ ازجمله ایرانیان که تا پیش از آن مردمی متمدن و سرافراز بودند و تن در دادن به این بندگی، دست کم برای آنان به این سادگی نبود. ایرانیان که در برابر استحاله و از دست دادن هویت ملی خویش سر می‌پیچیدند نهضت‌هایی را علیه خلفای مسلمان پایه‌ریزی کردند که «نهضت شعوبیه» یکی از آنها بود.

## وجه تسمیه
نام نهضت شعوبیه در اشاره به کلمه «شعوب» در آیه ۱۳ سوره حجرات در قرآن است:
یا أَیُّهَا النَّاسُ إِنَّا خَلَقْنَاکُم مِّن ذَکَرٍ وَأُنثَیٰ وَجَعَلْنَاکُمْ شُعُوبًا وَقَبَائِلَ لِتَعَارَفُوا ۚ إِنَّ أَکْرَمَکُمْ عِندَ اللَّهِ أَتْقَاکُمْ ۚ إِنَّ اللَّهَ عَلِیمٌ خَبِیرٌ

ای مردم! ما شما را از یک مرد و زن آفریدیم و ملت‌ها و قبیله‌ها قرار دادیم تا یکدیگر را بشناسید. بی‌تردید گرامی‌ترین شما نزد خدا، پرهیزکارترین شماست. یقیناً خدا دانا و آگاه است.— ترجمه انصاریان
طبق این آیه از قرآن، انسان‌ها از یک تبار بوده و کسی بر کسی برتری نژادی ندارد، زیرا ملاک برتری در اسلام «تقوا» و پرهیزکاری عنوان شده است. پیام این آیه از قرآن یکی از اصلی‌ترین دستمایه‌های شعوبیان برای مبارزه با تبعیض‌های اعراب شد. حسینعلی ممتحن می‌نویسد: «شعوبیه به معنای عام نام فرقه‌ای است که معتقد به فضیلت عرب بر سایر اقوام نیست و به معنای خاص عبارت از فرقه‌ای است که دشمن جنس عرب است و این قوم را بهترین اقوام عالم نمی‌شمارد و جنس عجم را بر عرب ترجیح می‌دهد.»

## جنبش و علت برپایی آن
چرایی برپایی چنین جنبشی به رفتار اعراب با ایرانیان و سایر نژادهای ناعرب بازمی‌گردد. به‌طور مثال، جاحظ نویسنده مشهور عرب، آورده است:
به عبید کلابی که مردی فقیر بود گفتم: میل داری هجین باشی و در مقابل هزار جریب از آن تو باشد؟ عبید گفت: هرگز زیر بار این پستی نمی‌روم. گفتم: امیرالمؤمنین هجین و کنیززاده بود. گفت: خدا رسوا کند کسی را اطاعت این خلیفه کند!
اعراب با عجمیان حتی بعد از گرویدن به اسلام به عنوان انسان‌های درجه دوم برخورد می‌کردند. حتی در بصره مسجد موالی که تازه از مسلمانان شده بودند از دیگران جدا بود. خلافت اموی ازجمله با استناد به احادیث مجعول، زبان مردم عجم را تحقیر می‌کردند. شمس‌الدین مقدسی در کتبش احسن التقاسیم فی معرفة الاقالیم یکی از این احادیث را بدین مضمون نقل نموده است: «مبغوض‌ترین زبان‌ها در نزد الله زبان فارسی است و زبان خوزستان زبان شیطان است و زبان اهل جهنم زبان بخارایی و زبان اهل جنت زبان عربی است.» تعصب اموی‌ها به حدی بود که قتیبة بن مسلم، والی خراسان، علیه کسانی که زبان خوارزمی می‌نوشتند و سنت‌های علمی سرزمین خود را می‌شناختند با خشونت بسیار برخورد می‌کرد.
در این میان عجمیان نیز بی‌کار ننشستند و به جعل احادیث و نقل روایات در برتری ذاتی عجم بر عرب پرداختند که آهسته آهسته این مناقشات رنگی علمی به خود گرفت. در طی این مدت یک طبقه دانشمند از عجم با زبان عربی آشنایی کامل پیدا نمودند و دین و فرهنگ اسلامی را فرا گرفتند که منازعات بین عرب و عجم بدین ترتیب در سطحی علمی جریان پیدا کرد و علما و دانشمندانی که مخالف اموی‌ها بودند، موضعی جدی اتخاذ نمودند. مباحثات و منازعات از صورت تفاخر، شکل جدی‌تری به خود گرفت و مخصوصاً دانشمندان عجم را بر آن داشت که به جستجوی مفاخر در تاریخ کهن‌شان بپردازند. شعرا و خطبای عجم که به زبان عربی مسلط شده بودند، وارد معرکه شدند و در این میان حتی شعرای عرب نیز زبان به ستایش و تحسین مفاخر و نژاد عجم زبان گشودند. جاحظ، خود به عنوان مفاخر عرب، کار را به جایی رسانید که هم‌نژادان خودش را «طبقه بی‌دانش» می‌خواند. المتوکلی یکی از شاعران عرب هم شعر معروفی در ستایش ایرانیان دارد که یک بیت آن چنین است:
| انا ابن المکارم من النسل جم |  | و حائز ارث ملوک العجم |

از اواخر عهد اموی نهضت‌های ملی، سیاسی و مذهبی هر روز به رنگی ظاهر می‌شد. مقصود اصلی این جنبش‌ها برانداختن دولت و سیادت عرب بر غیر عرب بود. در این میان بزرگ‌ترین نهضت ایرانیان که به انقراض دولت و سیادت عرب‌ها انجامید نهضت شعوبیه بود. شعوبیان برای عرب‌ها در نژاد و فرهنگ پشیزی ارزش و اعتبار قائل نبودند و خود را برتر از عرب می‌دانستند. عکس‌العمل منطقی ایرانیان در برابر تبعیض‌های نژادی اعراب به دو شکل پدیدار شد:
1. نخست در ابتدای کار، گروهی با تمسک به متن قرآن که ملاک برتری میان شعوب یا قبایل مردمان را تقوای الهی عنوان می‌کند، به اصل مساوات میان عرب و عجم اعتقاد داشتند.[۱۲][۱۳] اینان اگر چه در ابتدا «اهل تسویه» خوانده می‌شدند، اما بعدها به «شعوبیه» نیز شهرت یافتند.[۱۴]
2. گروه دوم کسانی بودند که در برابر تبعیض و مظالم اعراب، راه تعصب و افراط را در پیش گرفتند و خود قایل به تفضیل و برتری عجم بر عرب شدند.[۱۵]

بعدها به تدریج نام شعوبیه بر هر دو گروه گذاشته شد و گروه اخیر، پایه‌گذار نهضتی شد که به تحصیل استقلال ایرانیان در حوزه‌های سیاسی، فرهنگی و ادبی منتهی گشت. استعمال لفظ شعوبیه به معنای مخالفان قوم عرب، به احتمال زیاد به بعد از سال ۱۳۲ ه‍.ق و دوران حکومت بنی‌عباس بازمی‌گردد.
تاریخ‌نگاران ایرانی نیز برای احیای تاریخ و سنت‌های باستانی به نوبه خود کوشیدند. کسانی چون حمزه اصفهانی و ابوحنیفه دینوری کتاب‌های خود را متأثر از روح میهن‌پرستی تألیف نمودند و بخش زیادی از آثار خود را به تاریخ گذشته نیاکان خود اختصاص دادند. ابن مقفع آشکارا از دین مانی حمایت می‌نمود. دفاع مقفع از دین مانی دلیل مذهبی نداشت، بلکه ناشی از حس ایران‌گرایی وی بود. مجموع این تحولات منجر به برپایی جنبش «شعوبیه» گردید که شاخص جنبش قومی عجم از نظر اعراب شمرده می‌شد. اعراب در نوشته‌های این گروه مورد حمله و تحقیر قرار می‌گرفتند. احیای مجدد روح ملی که از اهداف شعوبیه بود در نبرد قلمی منحصر نماند؛ بلکه جنبش‌های سیاسی و حتی قیام‌های نظامی هم به وجود آمد که اندیشهٔ تشکیل مجدد دولت‌های باستانی ایران را در سر می‌پروراندند.

## پیامدها و ارزیابی
شعوبیه یکی از کنش‌هایی بود که به سرنگونی امویان و بر سر کار آمدن عباسیان منجر شد. شعوبیان با اینکه نگرش و پشت گرمیشان به فرهنگ ایرانی در برابر آنچه عرب بدان می‌بالید بود، ولی گهگاه از سلاح دین اسلام نیز سود می‌بردند. برای نمونه، استناد به آیه‌هایی از قرآن مانند آیهٔ ۱۱ سورهٔ حجرات، آیهٔ ۶۴ سورهٔ آل عمران و پیشاپیش همهٔ اینها، گفتهٔ قرآنی مشهور «الاعراب اشد کفراً و نفاقاً» به معنای «عرب‌ها کافرترین و نفاق‌انگیزترین هستند»، در بین ایشان کاربرد تمام داشته است. شعوبیان تا سدهٔ چهارم هجری همچنان به مبارزه خود ادامه دادند.
شعوبیان در سال ۱۰۱ ه‍.ق نمایندگانی نزد محمد بن علی بن عبدالله بن عباس بن عبدالمطلب بن هاشم فرستادند و با او به عنوان امام بیعت کردند و در راه سرنگونی امویان دست وفاداری دادند. بیشترین نهال این جنبش در خراسان کاشته شد؛ دیاری که مردمانش در پی راهی برای پاسخگویی ستم‌های حجاج بن یوسف، قتیبة بن مسلم، یزید پسر مهلب و دیگر ستمگران عرب بودند.
از نظری، شعوبیه گرویدن زرتشتیان را به اسلام آسان ساخت. این نهضت هم یکی از سایر کوشش‌های ایرانیان در طول تاریخ برای بقا بوده است. رومن گیرشمن می‌گوید: «ملت ایران در برابر همه تهاجمات مقدونیان، عربان، مغولان و ترکان، نه تنها توانست نیروی ادامه بقای خویش را حفظ کند، بلکه همچنین توانست این عناصر خارجی را ایرانی سازد. این ملت در طی تاریخ متمادی خویش نیروی حیاتی خارق‌العاده‌ای نشان داده است.» این «نیروی خارق‌العاده» همان فرهنگ کهن و ریشه‌دار ایرانی است. نهضت شعوبیه هم با تکیه بر معیارهای ایرانی مانند نهضت مرجئه، سرانجام به کاهش اختلافات اجتماعی میان مسلمانان عرب و ایرانی شد که در آن فضای جدید، مسلمانان قدیم و جدید زمینه‌ای مشترک یافتند.
وقوع جنبش شعوبیه بدون شک یکی از بزرگ‌ترین و مهم‌ترین حوادث فرهنگی و اجتماعی پس از دوران تثبیت دین اسلام بود. این جنبش که در پس نابرابری‌های اجتماعی میان اعراب و موالی و عمدتاً توسط ایرانیان طراحی و پایه‌ریزی شد، به مرور زمان توانست جریان قدرتمندی را تشکیل دهد که دامنه آن تا سال‌ها و حتی سده‌های بعد نیز حیات سیاسی، اجتماعی و فرهنگی جهان اسلام را تحت تأثیر خود قرار داد. یافته‌های به دست آمده نشانگر آن است که خلافت عباسی به سبب شرایط خاص سیاسی عصر خود و همچنین نفوذ تدریجی ایرانیان در دستگاه خلافت، محیط و بستر مناسبی را در جهت رشد و اعتلای این جریان به وجود آورده بود؛ به‌طوری که عقاید شعوبی در این دوره به تدریج مرزهای خلافت عباسی را درنوردید و آوازه آن در گوشه و کنار ولایات جوامع اسلامی شنیده شد.
ادوارد براون در کتابش تاریخ ادبیات ایران می‌نویسد: «وجه مشترک همهٔ این فرقه‌هایی که با نام‌های قدریه و شعوبیه و معتزله و اخوان الصفا که توسط ایرانیان پا گرفتند، اعتراض مداوم و عمیق شعور و اصالت انسانی به تبعیض‌های جابرانه‌ای بود که تعلیمات تعصب‌آمیز به‌نام دین بر آنان تحمیل می‌کردند.» محمدتقی بهار در کتابش سبک‌شناسی: تاریخ تطور نثر فارسی اشاره می‌کند: «یکی از عوامل بزرگ احیاء زبان پارسی و به‌وجود آمدن زمینهٔ تدوین شاهنامه و امثال آن در خراسان، تأثیر نهضت شعوبیه و آزاد مردان ایرانی بوده است. این نهضت با وجود اینکه گاهی به بیراهه رفت، اما در کل باعث یک رنگ شدن ملت شد.»

## چهره‌های نامدار شعوبی
- اسماعیل بن یسار نسایی (۴۰–۱۳۲ ه‍.ق)، شاعر عرب‌زبان ایرانی
- زیاد بن عجم (۷۰–۱۲۰ ه‍.ق)
- بشار بن برد (۹۵–۱۶۵ ه‍.ق)، شاعر بزرگ عربی‌سرای ایرانی
- ابن مقفع (۱۰۶–۱۴۲ ه‍.ق)، مترجم و کاتب بزرگ ایرانی
- ابونواس اهوازی (۱۳۳–۱۹۶ ه‍.ق)، شاعر بزرگ دو رگه عرب-ایرانی
- ابان لاحقی (مرگ: ۲۰۰ ه‍.ق)، شاعر و ادیب عربی‌سرای ایرانی
- حسام بن عدا (مرگ: ۲۰۹ ه‍.ق)
- ابوالحسن علی مدائنی (۱۳۵–۲۱۵ ه‍.ق)، تاریخ‌نگار و نویسنده عربی‌نویس و ایرانی تبار
- دیک الجن (۱۶۱–۲۶۵ ه‍.ق)، شاعر بزرگ عرب و شیعه‌مذهب
- ابوحاتم سجستانی (مرگ: ۲۵۵ ه‍.ق)، ادیب و فقیه عربی‌نویس ایرانی
- اسحاق بن حسان خریمی سغدی، شاعر عربی‌سرای ایرانی
- ابومعشر بلخی، اخترشناس ایرانی
- محمد بن عمران مرزبانی (۲۹۷–۳۷۸ ه‍.ق)، نویسنده و تاریخ‌نگار ایرانی
- ابراهیم بن ممشاد، شاعر عرب‌زبان ایرانی
- مهیار دیلمی (مرگ: ۴۲۸ ه‍.ق)، شاعر و کاتب بزرگ عربی‌سرای ایرانی
- فردوسی (۳۲۹–۴۱۶ ه‍.ق)، شاعر بزرگ پارسی و سراینده شاهنامه